# Strada della Barricata
La Barricata Straße, in italiano strada della Barricata e conosciuta anche col nome di strada degli altipiani è una strada del versante nord est dell'Altopiano dei Sette Comuni, costruita dall'esercito austroungarico nel 1918 con la presenza di migliaia di prigionieri di guerra serbi e soprattutto russi per collegare la Valsugana con l'acrocoro dei Sette Comuni per agevolare il trasporto di mezzi e di soldati verso Marcesina e quindi il fronte del settore Asiago - Foza. 
La strada, in piccola parte già costruita e tracciata dall'esercito italiano, non venne mai completata a seguito del termine delle ostilità. Verrà terminata (rispettando in parte il tracciato originale) dalla provincia autonoma di Trento dopo il secondo dopoguerra.

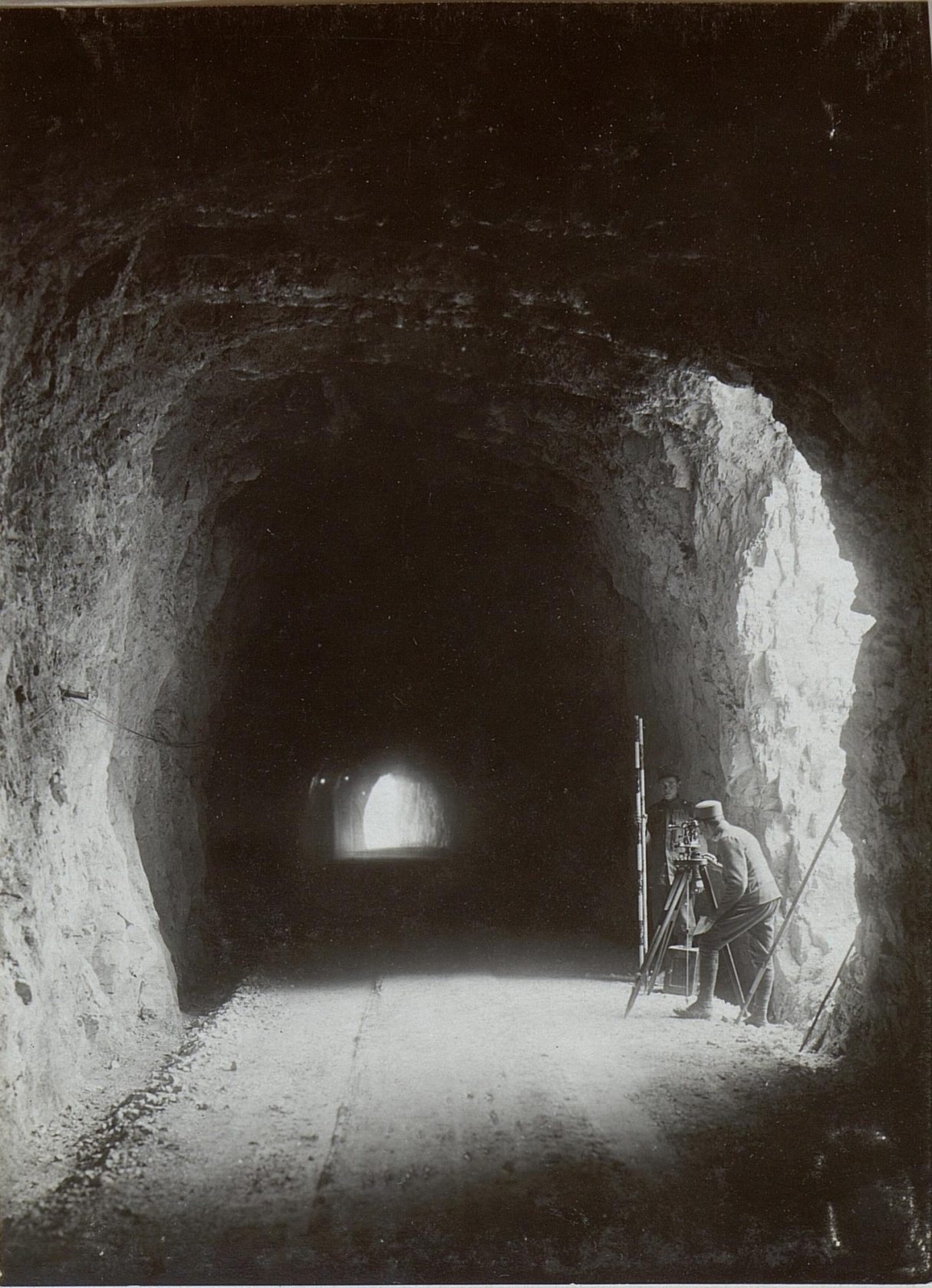
Costruzione della strada della Barricata

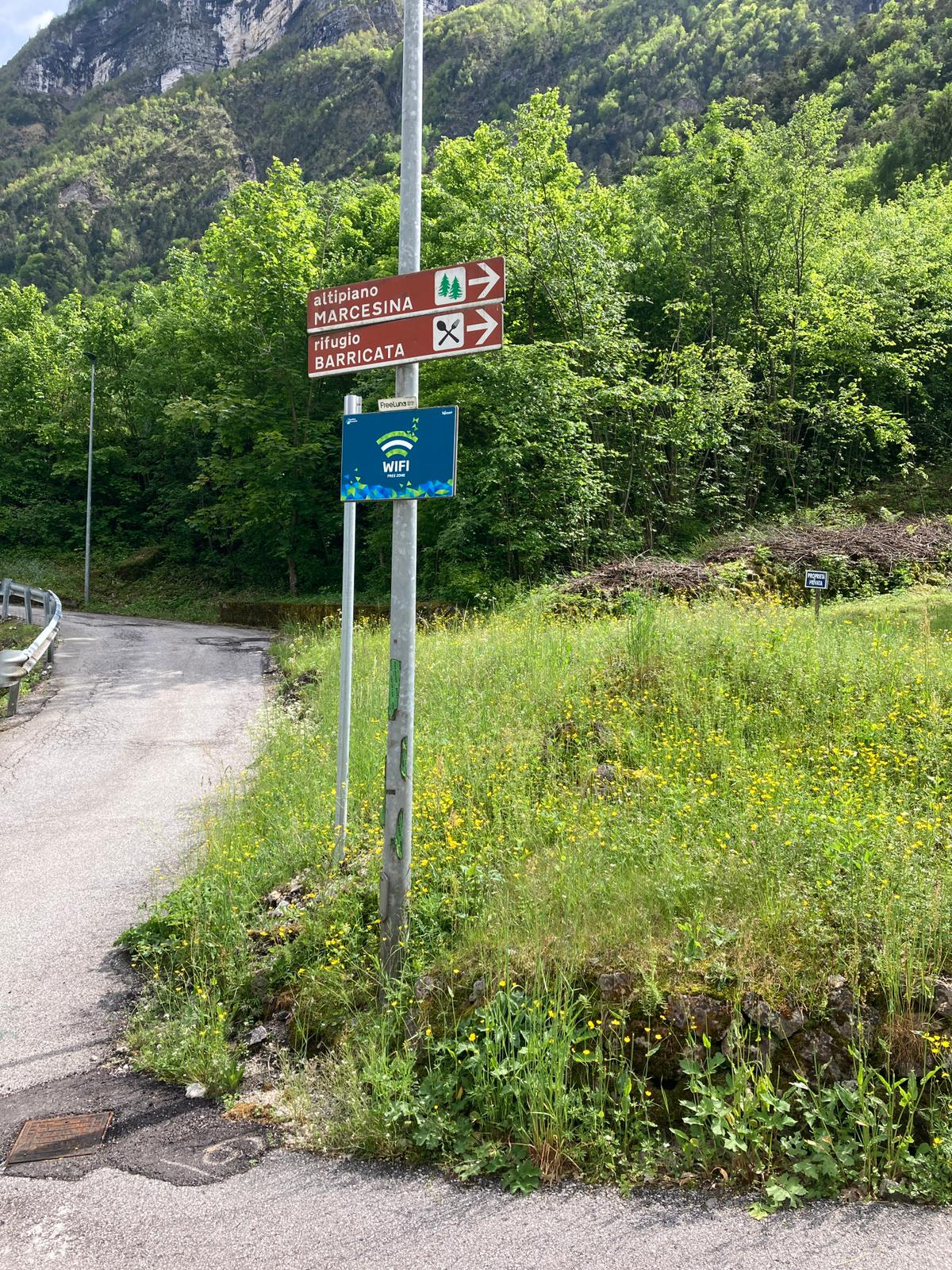
inizio strada con segnaletica

## Costruzione

### Contesto storico
La costruzione venne iniziata prima dell’inizio della grande guerra dai reparti tecnici dell’armata imperiale per collegare l'asta del Brenta con la retrovia logistica della Piana di Marcesina.
Precisamente, venne costruita dal 1913 al 1917 e ripresa nel 1918. Sono molte le strade costruite dai militari austro-ungarici ma questa si ritiene unica nel suo genere per le difficoltà che la caratterizzarono. 
La guerra italo austriaca del 1866 aveva procurato all’Italia il controllo del Veneto e l'Impero Asburgico decise quindi di cercare posizioni strategicamente o tatticamente favorevoli lungo la nuova linea dì confine. Il solco del fiume Brenta poteva essere una via di penetrazione verso Trento da parte degli italiani, quindi l’Impero decise di tenerlo sotto controllo dal versante meridionale, che coincide con l'altopiano dei Sette Comuni. Il generale conte Franz Conrad von Hoetzendorf, dal 1906 Capo di stato maggiore delle forze armate austroungariche, aveva concepito in zona la costruzione dello sbarramento fortificato di Valsugana presso Grigno, il cosiddetto “Sperre Grigno”.
Nel 1907 tale sbarramento si pensò di realizzarlo tra la Valsugana e i rilievi di Costalta e Col Meneghini. Solo dal 1912 vennero predisposti i progetti.

### Progetto
Il progetto del 1907 prevedeva tre elementi fondamentali:
1. interruzione delle vie di comunicazione in Valsugana e nel Tesino, realizzando una tagliata stradale ("Sperrwerk Grigno") con 4 cannoni sul colle S. Udalrico.
2. realizzazione di una fortificazione sulle alture a nord del Brenta con costruzione di due opere a prova di bomba. Il forte principale era stato denominato “Hauptwerk Cimogna”. Era prevista anche la realizzazione di una postazione protetta da terrapieni per una batteria di 4 mortai.
3. realizzazione di una fortificazione nel pianoro di Val d’Antenne a Marcesina. La costruzione doveva essere composta da un blocco di cemento armato a forma di L, con 3 cupole e protetta da un fossato asciutto a pareti verticali. Ci sarebbero state anche diverse caponiere per proteggere i soldati e attaccare i nemici.

L’accesso alla conca di Val d’Antenne si trovava però in una posizione scomoda: l’itinerario era troppo esposto al possibile attacco nemico dal forte di Cima Campo. Così si iniziò a pensare al tracciato e alla costruzione di nuove strade per raggiungerla.
L'ostilità della commissione tecnica,  che aveva il compito di selezionare le proposte, portò a diversi ritardi, tanto che nel 1910 non erano ancora iniziati i lavori. Quando ci fu la crescente necessità di predisporre difese confinarie in Valsugana la “commissione di difesa territoriale” approvò una variante ampliata rispetto al progetto originale, tanto da arrivare a un costo di 56 milioni di corone austriache.

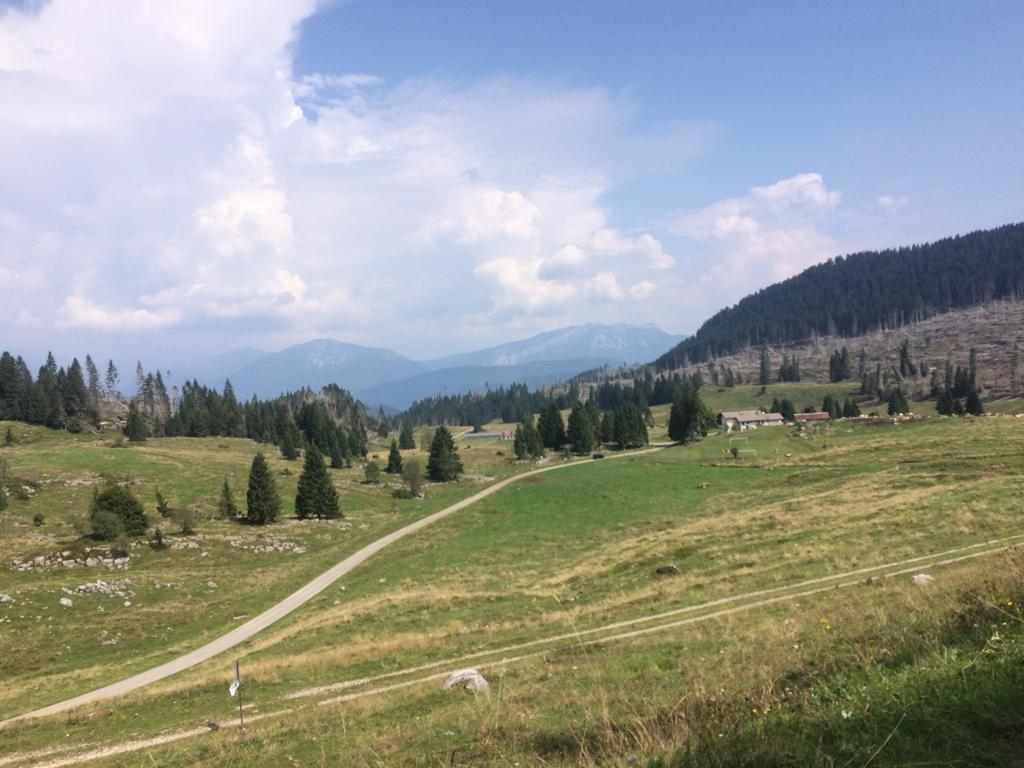
Parte finale della strada, sull'altipiano della Barricata, nel Comune di Grigno

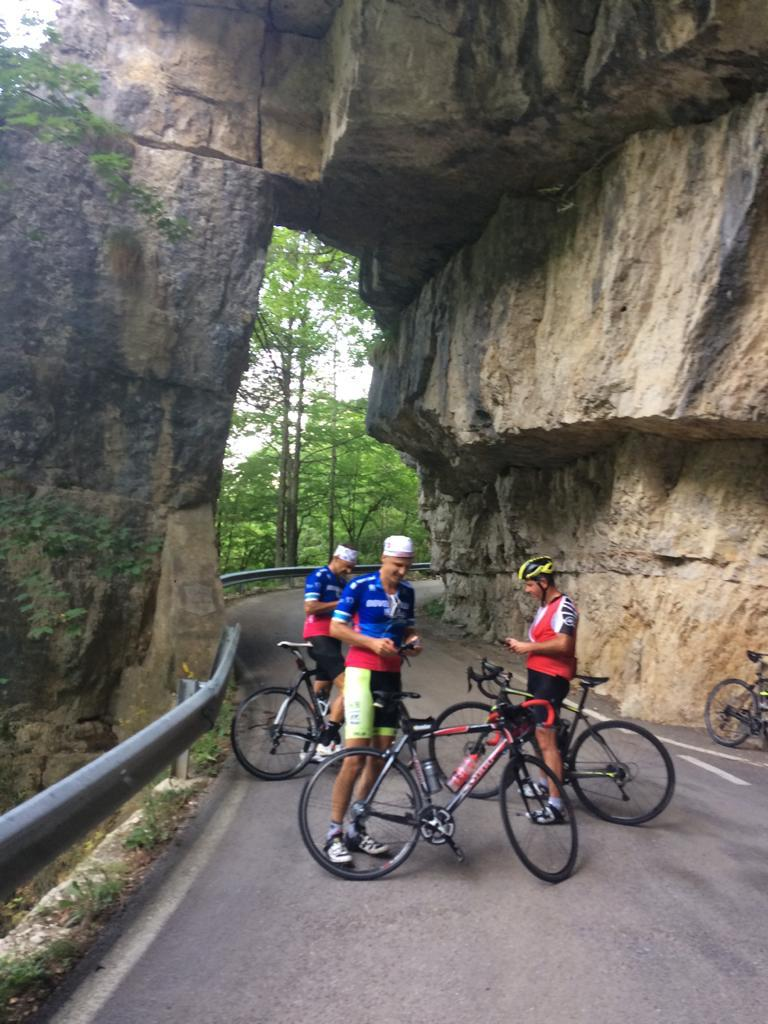
Galleria della strada

### Inizio lavori
I lavori per la realizzazione di queste opere iniziarono nel 1913 ma nel 1914 nessuna delle fortificazioni progettate era stata realizzata. 
Il cantiere per realizzare la strada della Barricata venne aperto nell'ottobre 1913 con 450 lavoratori civili sotto la direzione dell'ingegnere Rohn. 
A giugno 1914 erano stati realizzati 3 km della strada che doveva salire a Marcesina, con 2 gallerie scavate su terreno difficile.
Nel luglio 1914 era previsto un ulteriore lotto che prevedeva la costruzione di altri chilometri di strada e la realizzazione di altre 5 gallerie.
Per le opere preventive, come i parapetti esterni, rimasero impiegati però solamente 60 operai.
Il 24 maggio 1915, scoppiata la guerra, con l’“ordine di operazioni n 1” il generale italiano Lenchantin comandò ai propri soldati di attaccare la regione Costa Alta-Col dei Meneghini e Barricata. Quest’ultimo luogo si trovò pertanto occupato dai bersaglieri del 37º battaglione che lo presero senza scontri col nemico. 
Nei giorni successivi gli italiani occuparono la linea Cima della Caldiera-Cima Laste-Monte Mezza-La Forcella-Silana-La Rocchetta e Passo Brocon. Per ultimo vi fu l’occupazione di Ospedaletto con cui la brigata Venezia aveva definitivamente preso il controllo della parte di Valsugana compresa tra il paese ed il vecchio confine. Nelle due prime giornate del conflitto la Barricata cadde quindi sotto il controllo italiano, in particolare del 41º battaglione autonomo bersaglieri.

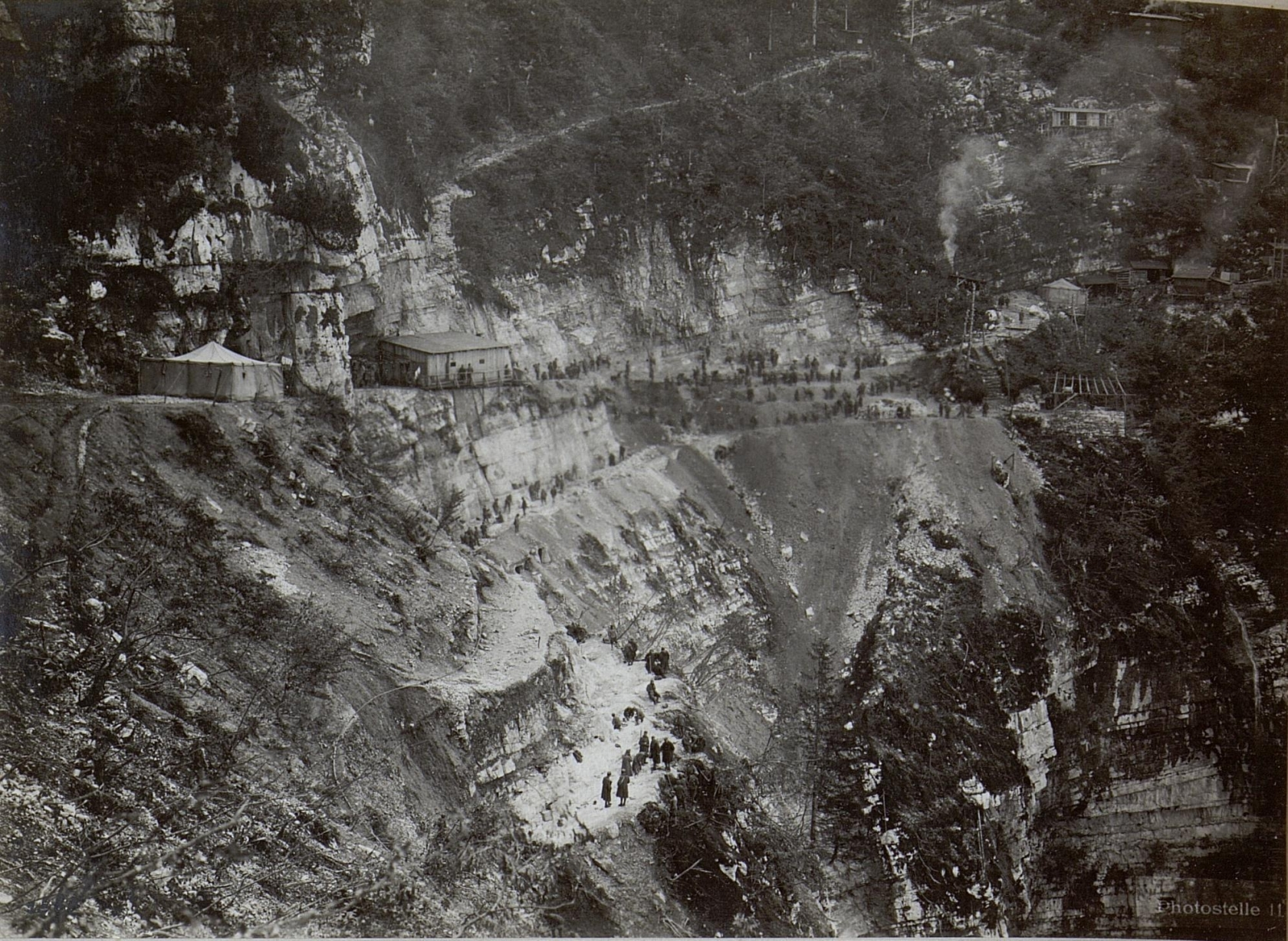
Le difficoltà nel realizzare questa arteria erano dovute alla verticalità dei versanti che rendevano difficile anche solo l'acquartieramento dei lavoratori nei pressi del cantiere

Nel maggio del 1916, a seguito della Frühjahrsoffensive, l’Osteria Barricata ritornò nelle mani delle pattuglie avanzate austro-ungheriche ma gli scontri nelle abetaie continuarono fino alla prima metà del mese di giugno con effetti dannosi sugli insediamenti italiani:  l’Osteria Barricata e la seconda costruzione, sempre presso l’Osteria, che aveva funzione di alloggio per gli ufficiali ed i gendarmi, vennero rase al suolo. 
Alla fine di Luglio 1916 la località Barricata venne tuttavia occupata nuovamente dagli italiani coi fanti della brigata Siena e vi rimase anche in seguito per il ripiegamento austroungarico sulla linea dell'Ortigara.

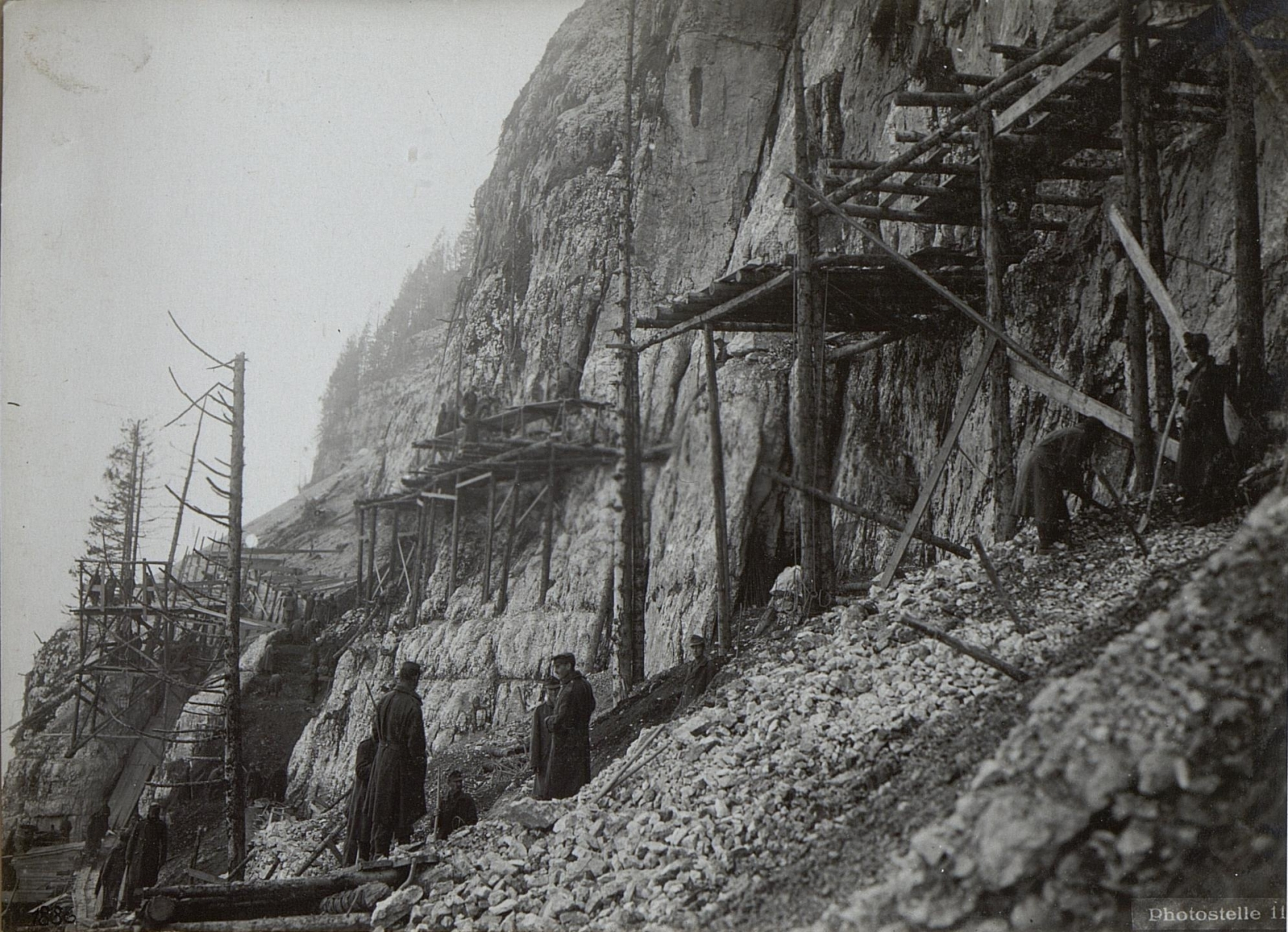
Un tratto dell'ostico cantiere

Nel 1917 le truppe italiane nella zona della Marcesina, pensarono anch'esse ad un collegamento tra l'altopiano della Marcesina e il fondovalle, l’idea era di far salire la strada da Tezze invece che da Grigno, come avevano pensato invece gli austro-ungarici. 
Per la strada della Barricata erano previste 3 differenti strade rispettivamente di 30,700 km; 34,700 km e 12,800 km. A seguito della rotta di Caporetto però, sul finire del 1917 gli italiani si ritirarono verso le Melette, abbandonando definitivamente la zona che tornò nuovamente, e fino alla fine del conflitto, in mano austroungarica. 
Nel febbraio 1918 ripresero allora i lavori per la strada della Barricata da parte imperiale.
Il progetto prebellico della strada venne ripreso dalla 11ª armata. Le condizioni di lavoro erano però durissime e c’era poca forza lavoro. 
Il percorso venne cambiato rispetto a prima ma risultava comunque difficile per gli strapiombi rocciosi del monte Aveati. Il numero dei tornanti previsti scese da 20 a 9. 
Arrivarono quindi 5500 prigionieri e tutti gli uomini furono divisi in:
2 compagnie di zappatori, 7 compagnie di lavoratori e 11 compagnie di prigionieri-lavoratori. Solo pochi di questi lavoravano sulla costruzione della strada, in quanto c’erano altri lavori preliminari da eseguire come l'approntamento degli alloggi, l'approvvigionamento alimentare, ecc.

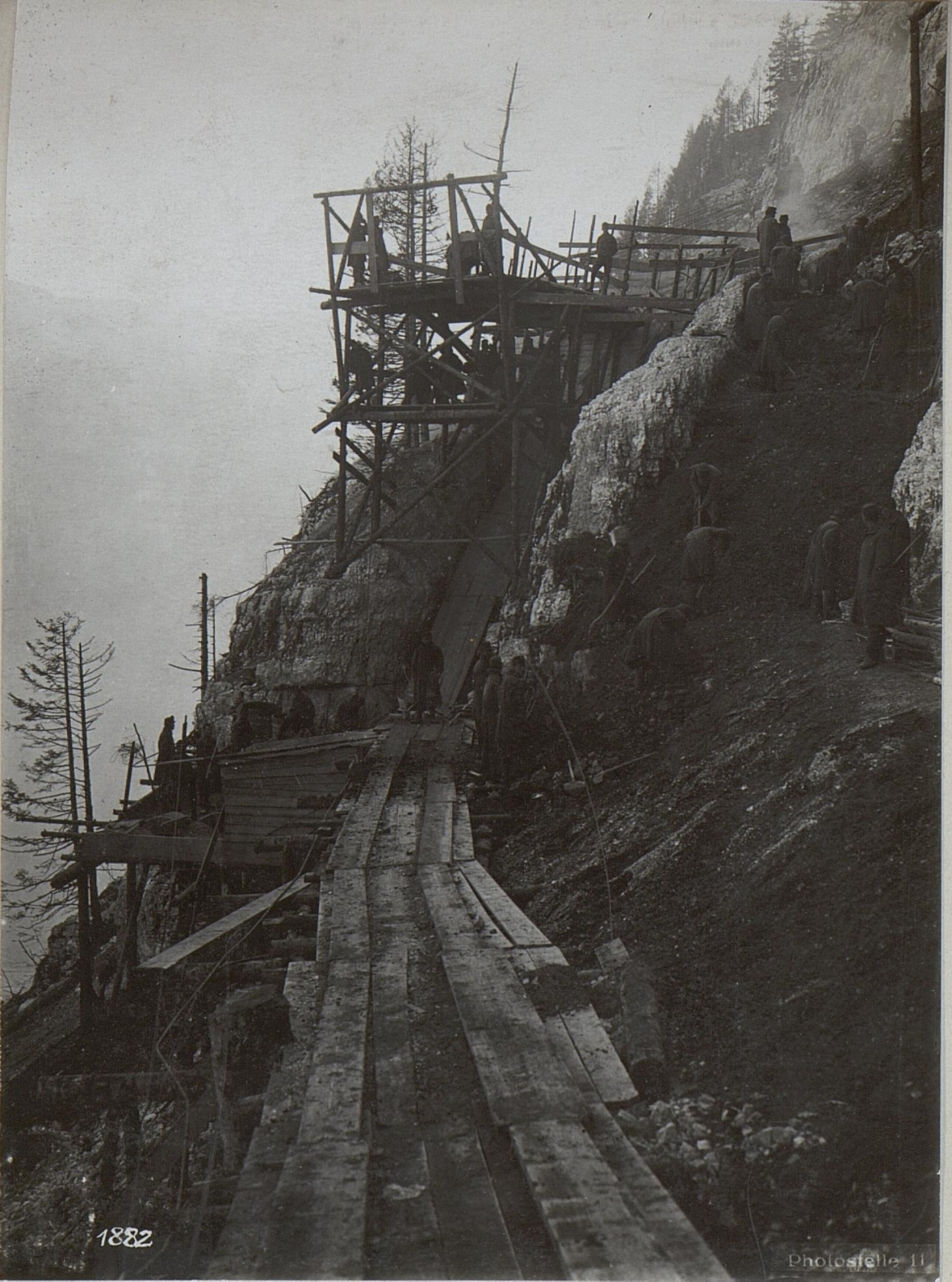
La costruzione della strada di fatto venne portata avanti solo nel 1918 ma l'estrema difficoltà nella sua realizzazione non consentì di ultimarla prima dell'armistizio

A marzo 1918 in Valsugana esistevano 3 grandi campi-alloggio che ospitavano oltre 5000 persone, si ricostruì il ponte sul Brenta che era stato distrutto, si consolidò e ampliò il sentiero della Pertica e si realizzò un nuovo tracciato per salire a Marcesina chiamato “sentiero di Selva”.
Il tracciato della strada invece aveva caratteristiche scomode e il ritmo di progressione dei lavori ne risentì, inoltre, non essendo uniforme, non riusciva ad accogliere molti lavoratori contemporaneamente. 
Le condizioni erano poi disagevoli, si lavorava più di 10 ore al giorno. 
Il comando d’armata aveva richiesto che a giugno 1918 la strada fosse transitabile e conclusa, ma per i problemi precedentemente analizzati non si riuscì a completarla e si decise una conclusione massima dei lavori per il mese di ottobre.

### Interruzione dei lavori
La difficoltà principale affrontata dagli operai era la ripidità della roccia che doveva essere scavata metro per metro a colpi di esplosivo, pertanto la strada non fu pronta nemmeno per il mese di ottobre, anche se non mancava ormai molto per il suo completamento. 
Il 26 ottobre 1918 giunse però al capitano Janowsky l'ordine di interrompere i lavori e prepararsi al ripiegamento: la guerra stava finendo e vennero pertanto terminati i lavori sulla strada che non verranno mai più ripresi.

## La Strada della Barricata oggi
La strada è stata ricostruita tra il 1977 ed il 1980 (rispettando solo in parte il tracciato originale) e successivamente anche asfaltata dalla Provincia di Trento. 

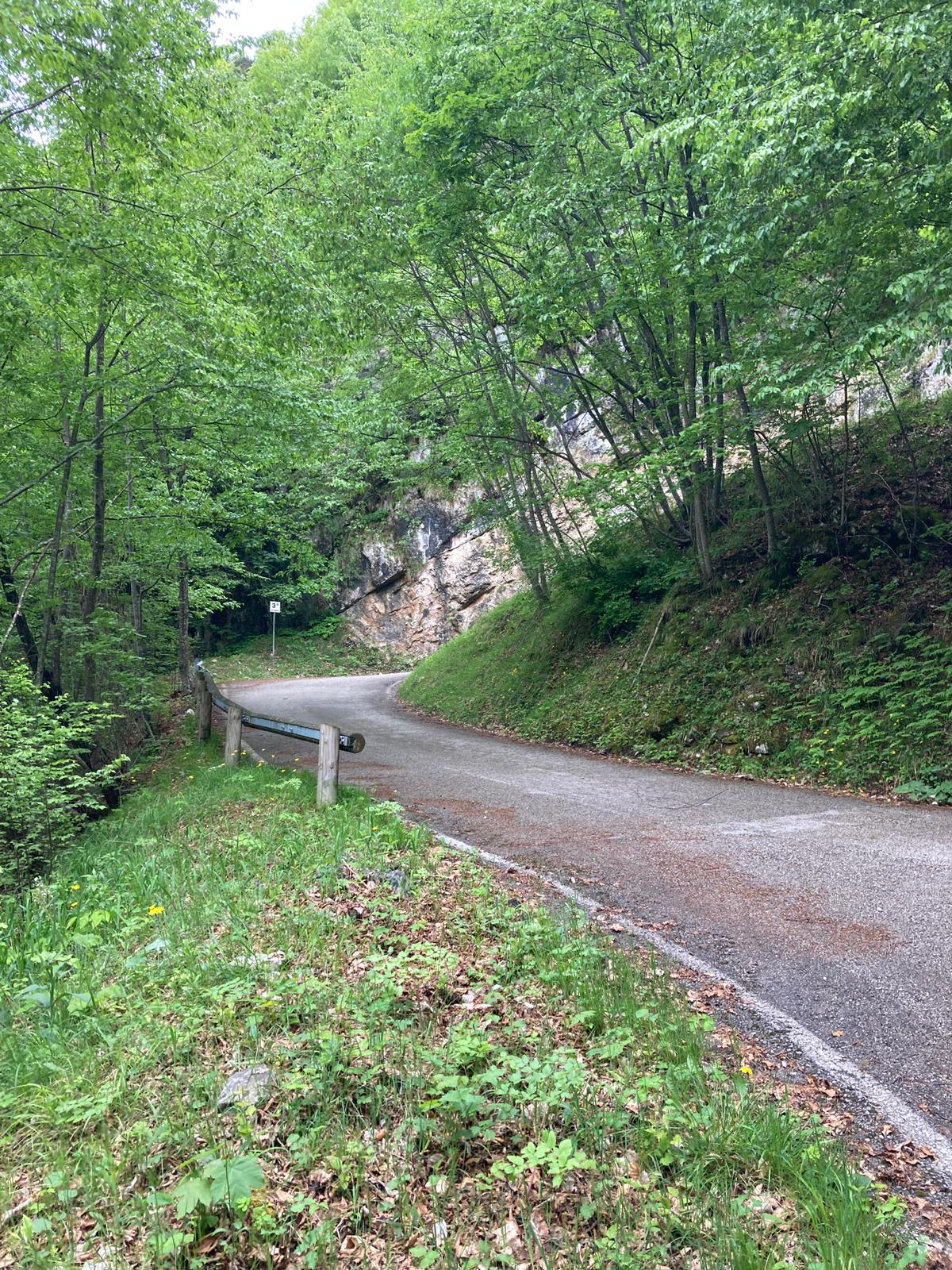
La strada oggi

Oggi la strada è percorribile in bicicletta (ma solo in salita per ragioni di sicurezza) oppure, per gli autorizzati, in automobile. All'inizio della strada in località Selva è stato posizionato un varco di accesso controllato da telecamera e display a led, che indica se la Z.T.L. è attiva o meno. 
Il percorso parte da Selva e sbocca sull'altipiano dei Sette Comuni in località Barricata di Marcesina.

## Lavoratori prigionieri
Nell'ambito di un progetto privato nato nel 2014 e mirato a ricordare i cittadini del Comune di Grigno caduti durante la Prima Guerra Mondiale, è stato ritrovato anche un elenco di prigionieri russi deceduti nella costruzione della Strada della Barricata e sepolti presso il Cimitero di Grigno nel 1918. Nel 2016 l'amministrazione comunale di Grigno prevedeva di ricordare tali prigionieri con la consegna di una targa commemorativa al delegato della Federazione Russa Andreay Pruss, direttore del "Centro Russo Borodina" di Merano.